# Actinostoloidea
Actinostoloidea Carlgren, 1932,  è una superfamiglia di celenterati antozoi dell'ordine Actiniaria.

## Tassonomia
La superfamiglia comprende le seguenti famiglie:
- Actinostolidae Carlgren, 1932
- Halcampulactidae Gusmão, Berniker, Van Deusen, Harris & Rodríguez, 2019